# Wolfgang Schwarz (Autor)

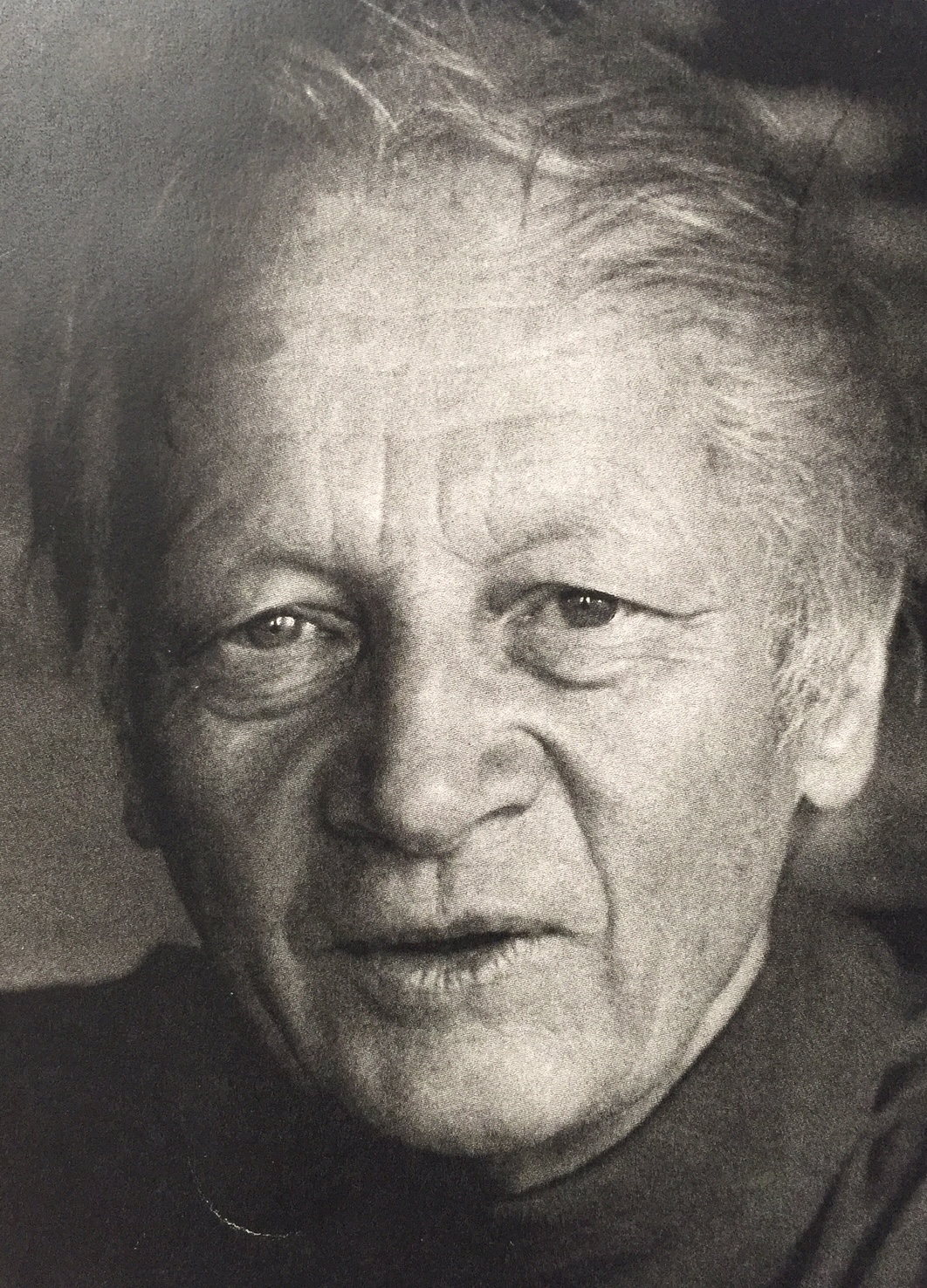
Wolfgang Schwarz

Wolfgang Schwarz (* 15. Mai 1916 in Tarnowitz/Oberschlesien; † 31. Januar 2012 in Landau in der Pfalz) war ein deutscher Schriftsteller. Er war Lyriker, Dramatiker, Übersetzer und Herausgeber verschiedener Anthologien. 

## Biografie
Wolfgang Schwarz studierte Germanistik, Archäologie und Philosophie in München und Breslau und schloss das Studium mit einer Promotion über den Mythos des Jünglingshaften in der deutschen Dichtung (1940) ab. Anschließend war er Dramaturg beim Schlesischen Rundfunk. Während des Zweiten Weltkrieges war er Rittmeister in der 1. Kosaken-Division des Generalleutnant Helmuth von Pannwitz. Bei Kriegsende kam er in sowjetische Kriegsgefangenschaft und kehrte erst im Oktober 1953 aus Sibirien zurück. Von 1954 bis 1958 arbeitete er als Dozent für Germanistik an der Pädagogischen Akademie Landau in der Pfalz, heute ein Teil der Rheinland-Pfälzischen Technischen Universität Kaiserslautern-Landau. Er war Mitglied der Künstlergilde Eßlingen und des ostdeutschen Kulturrates in Bonn sowie des Literarischen Vereins der Pfalz.
Schwarz lebte und arbeitete in Landau in der Pfalz.

## Veröffentlichungen
- Kameradschaft Herbert Norkus. Das Bekenntnis eines Hitlerjungen. Breslau 1934.
- Es spann die Nacht... Verse. Breslau 1934.
- Dietrich Eckart spricht zur Jugend. Breslau 1934.
- Gesungenes und Sage. Gedichte. München 1935.
- Der Mythos des Jünglingshaften in der deutschen Dichtung vom Ausgang des Naturalismus bis in unsere Zeit. Phil. Diss. Leipzig 1940.
- Die Komödie des Satans. Gedichte. 1954.
- Des Ostwinds eisiger Psalm. Roman. 1955.
- Lubljanka-Ballade. Drama. 1956.
- Die unsichtbare Brücke. Roman. 1958.
- Der arme Odysseus. Drama. 1959.
- Hoffnung im Nichts, Radhakrishnan, Gebser und der westöstliche Geist. Hanns Georg Müller Verlag, Krailling bei München 1961.
- Kreuzweg der Karawanen. Roman. 1963.
- Abschied von Ithaka. Gedichte. 1963.
- Sonette aus Athen. Gedichte. 1965.
- Von Kaim nach Karuba. Erzählungen. 1966.
- Die unheiligen zwei Könige. Erzählungen. 1967.
- Gespräch über die Dummheit. 1969.
- Zur Geschichte der deutschen Kriegsgefangenen des Zweiten Weltkrieges. Band VI.
- Ideengeschichte des deutschen Ostens. 1970.
- Die sieben Geschichten. Erzählungen 1972.
- Hermann Jürgens, Biografie. Verlag Aurel Bongers, Recklinghausen 1973, ISBN 978-3-7647-0251-9
- Kosaken. Roman. Ullstein Verlag, Berlin 1976, ISBN 978-3-548-33157-7
- Wegstern in alle Welt. Gedichte. Literarischer Verein der Pfalz, 1989.
- Die Heimkehr, Erinnerungen I. 1991.
- Abland, Erinnerungen. 1995.

## Herausgaben
- Das neue Lied der Heimat. Gedichte und Erzählungen aus dem schlesischen Schrifttum der Gegenwart. Breslau 1941.
- Italienische Dichtung von Dante bis Mussolini : Eine Anthologie. Breslau 1942.
- Die Frühbekränzten. Worte gefallener deutscher Dichter von einst und heute. Planegg 1943.
- Dies Land ist weit, Briefe russischer Menschen. 1959.
- Indien – Europa, Zwei Welten in Briefen. 1961.
- Heinrich Polloczek. Zum 65. Geburtstag am 5. Januar 1968. Landau 1968.
- Landau zum Lob. 1969.
- Das Matthiasgymnasium in Breslau. 1978.

## Auszeichnungen, Ehrungen, Preise
Wolfgang Schwarz wurde mit zahlreichen Preisen ausgezeichnet und geehrt: Schiller-Preis (1954), Goethe-Ring (1954), Ehrengabe des Thomas-Mann-Preises (1955), Friedlandpreis der Heimkehrer (1960), Fördergabe des Pfalzpreises für Literatur (1960), Stipendium der Villa Massimo (1962), Ehrengabe des Andreas-Gryphius-Preises (1963), Hermann-Sinsheimer-Preis (1983), Martha-Saalfeld-Medaille (1998).